# Amazona ventralis
Amazona ventralis là một loài chim trong họ Psittacidae.

## Hình ảnh

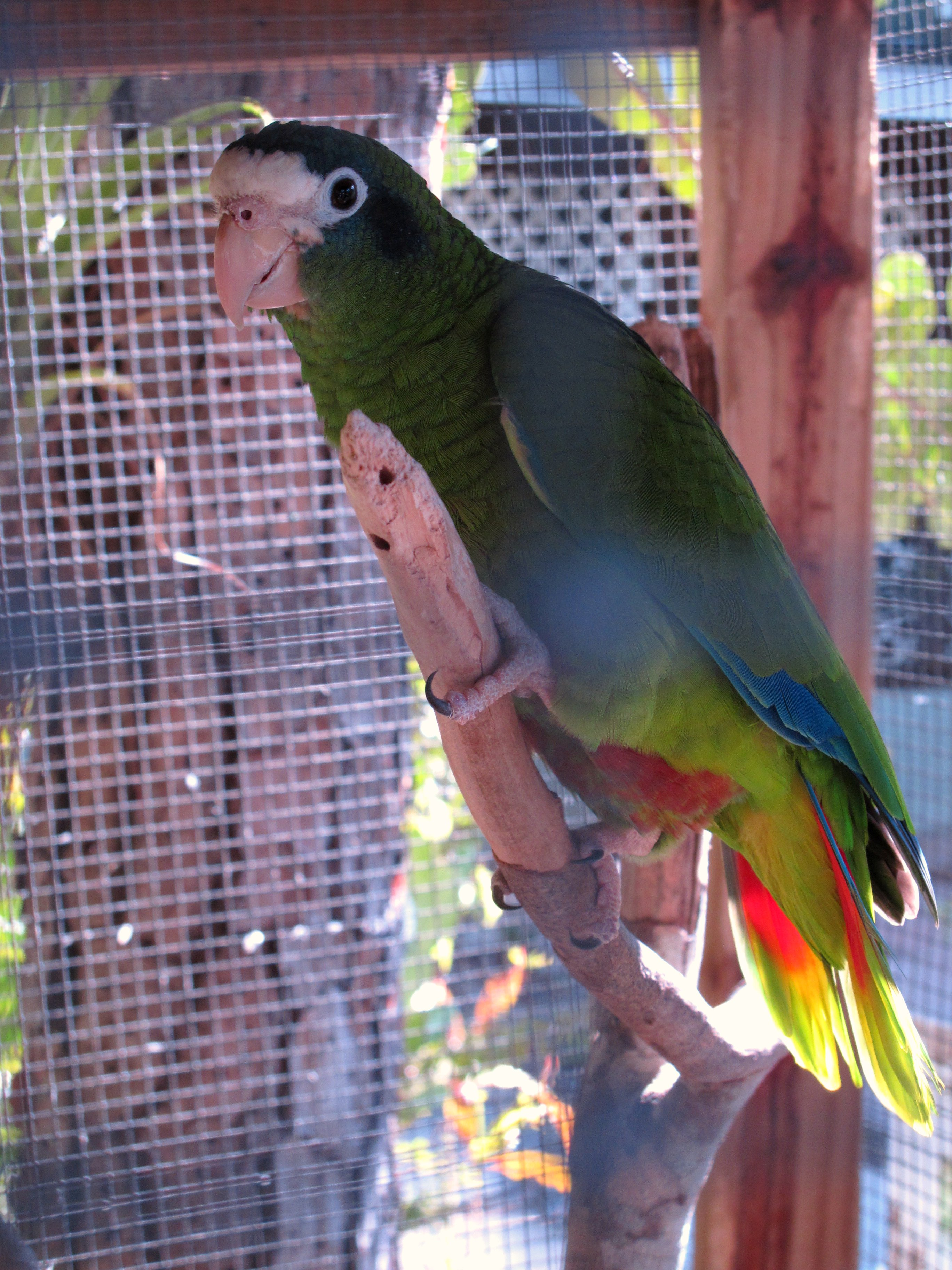
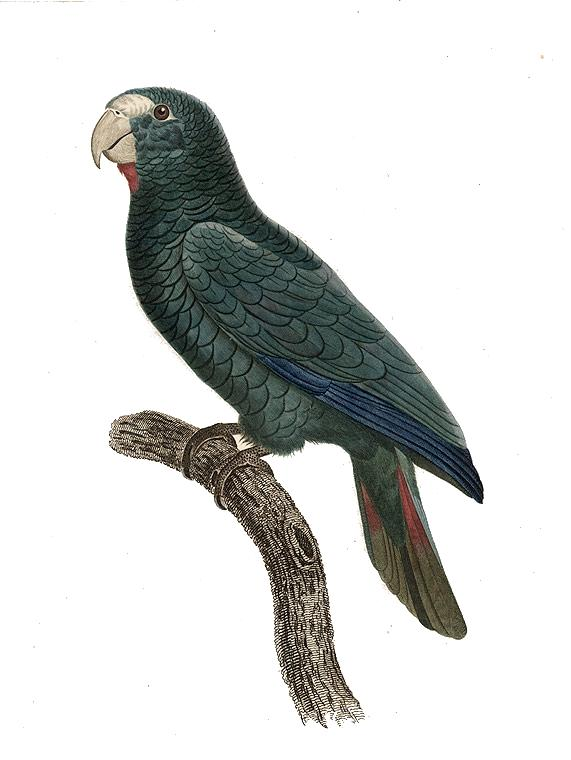
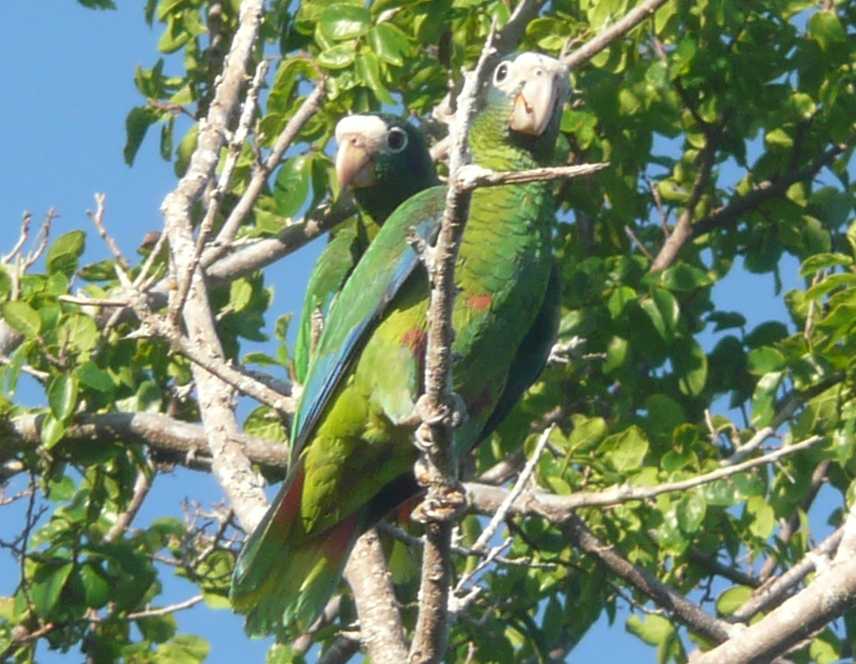
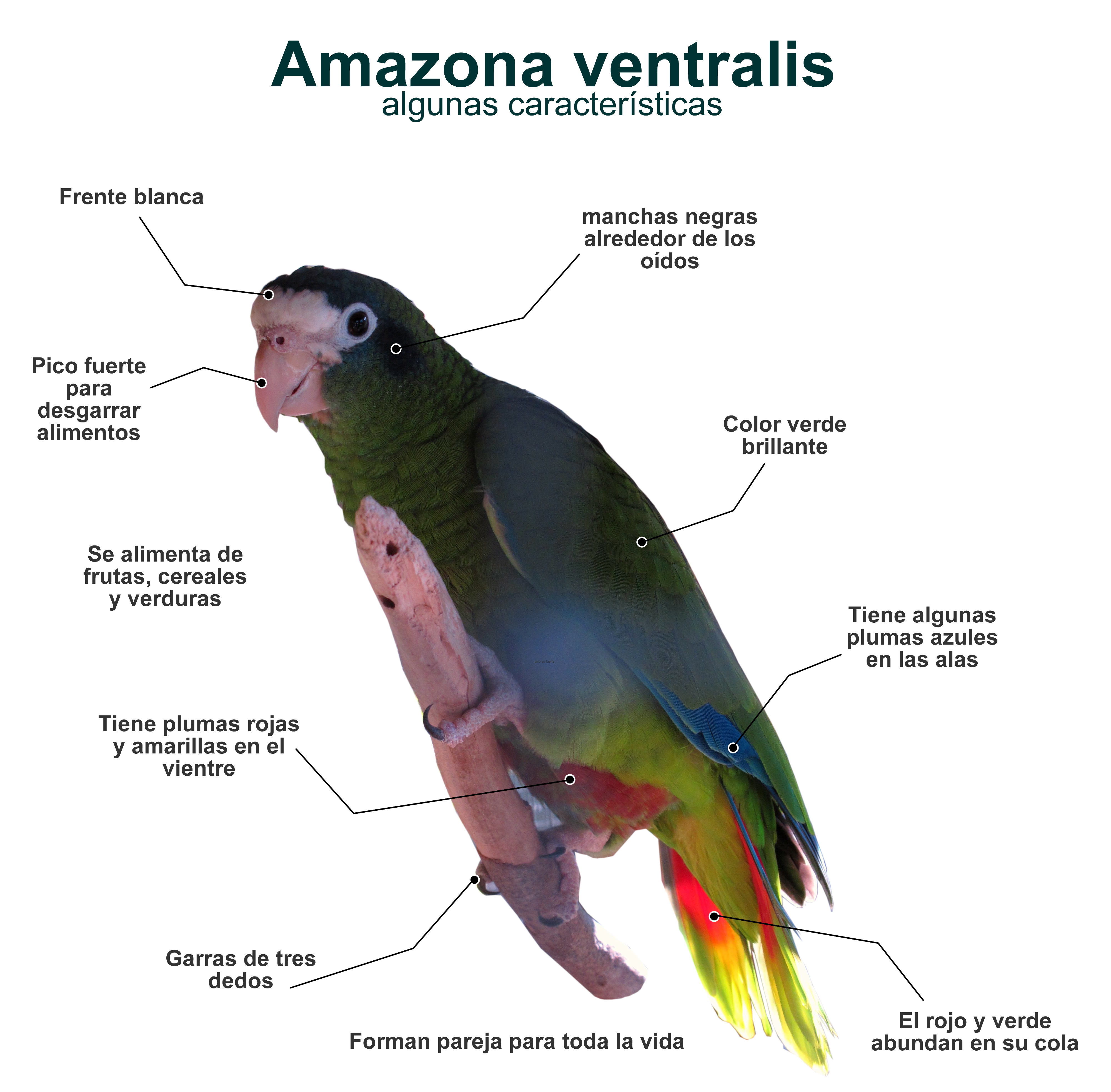
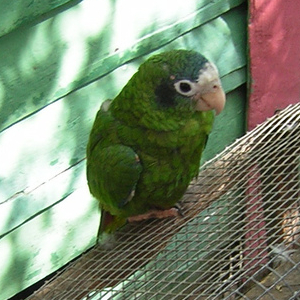